# Luís António de Sousa Queirós
Luís António de Sousa Queirós (Amarante, 1746 — 30 de maio de 1819) foi um militar luso-brasileiro, deixando o posto de coronel ao atingir a patente de brigadeiro em 1818, quando entrou para a reforma. 
O Brigadeiro Luís António emigrou para o Brasil ainda jovem e foi um grande negociante de fazendas do interior de São Paulo, proprietário do primeiro navio que saiu do Porto de Santos com mercadorias de suas propriedades e também de outros fazendeiros com destino a Lisboa. Foi também um filantropo, tendo doado mais de um conto de réis à Irmandade da Santa Casa de Misericórdia de São Paulo e diversas outras quantias para a construção dos edifícios de instituições como o Quartel da Legião de Voluntários Reais, o Hospital Militar, o Jardim Botânico etc. 
O Brigadeiro Luís Antônio e seu irmão Coronel Francisco Antônio de Sousa Queirós foram grandes financiadores dos parques açucareiros no Oeste Paulista no início do século XIX, período em que houve a expansão da lavoura canavieira em São Paulo. A vila de Campinas foi o principal espaço em que os irmãos reverteram seus capitais em terras, lavoura canavieira e escravizados, chegando a possuírem 7 engenhos. O Brigadeiro e seu irmão, inclusive, não apenas investiam seus recursos na produção de açúcar em suas próprias fazendas, mas também financiavam as propriedades de outros senhores de engenho de Campinas, especialmente através de sociedades agrícolas e empréstimos.
Uma das principais avenidas da cidade de São Paulo é batizada com seu nome, a avenida Brigadeiro Luís Antônio.
O Brigadeiro foi casado com D. Genebra de Barros Leite (das famílias Pais de Barros, Penteado e Jorge Velho), e pai de várias personalidades ilustres do Império:
1. Francisca Miquelina de Sousa Queirós, casada com seu primo irmão, Coronel Francisco Inácio de Sousa Queirós, conhecido pelo movimento chamado "Bernarda de Francisco Inácio".
2. Ilídia Mafalda de Sousa Queirós, Marquesa de Valença, Dama da Imperatriz Leopoldina, casada com Estêvão Ribeiro de Resende, Marquês de Valença, Senador do Império, Ministro e Conselheiro de Estado.
3. Senador Francisco Antônio de Sousa Queirós, Barão de Sousa Queirós, também conhecido como Senador Queirós, foi senador do Império de 1847 até a proclamação da República, sendo o senador com mais tempo de exercício do cargo. Foi um dos chefes históricos do Partido Liberal, tendo feito parte com sua família, da Revolução Liberal de 1842. Foi o primeiro presidente e maior acionista da Companhia Paulista de Estradas de Ferro e benemérito fundador, em 1874 do Instituto Dona Ana Rosa de proteção à Infância.
4. Vicente de Sousa Queirós, Barão de Limeira.
5. Comendador Luís Antônio de Sousa Barros, foi o primeiro prefeito da Capital paulista, em 1835, cargo extinto em seguida, e  apenas retomado no período republicano. Foi casado em primeiras núpcias com sua sobrinha Ilídia Mafalda de Resende, e em segundas núpcias com D. Felicíssima de Campos.
6. Maria Inocência de Sousa Queirós.